# Glaphyrina plicata
Glaphyrina plicata là một loài ốc biển lớn, là động vật thân mềm chân bụng sống ở biển trong họ Buccinidae.
Đây là loài đặc hữu của phần phía bắc của đảo Bắc, New Zealand. Loài này được tìm thấy ở vùng biển có độ sâu khoảng 80 m.
Vỏ có chiều cao lên đến 44.5 mm và chiều rộng đạt 19.5 mm.